# Witvleugelstern
De witvleugelstern (Chlidonias leucopterus) is een vogel uit de geslachtengroep van de sterns (Sternini).

## Kenmerken
De witvleugelstern wordt zo'n 20-24 centimeter en heeft in adult-zomer een zwart verenkleed, een witte staart en bovenvleugeldekveren en oranjerode poten. Hij verschilt van de zwarte stern door de kortere en dikkere snavel, de rondere kop, de witte bovenvleugeldekveren en zwarte ondervleugeldekveren. In winterkleed heeft hij een witte onderzijde en stuit, een grijze mantel en staart, en slechts de achterzijde van de kop blijft zwart. Hij verschilt in dit kleed van de zwarte stern door onder andere de lichter grijze bovenvleugel en het ontbreken van een donkere vlek op de zijborst.

## Broeden
Witvleugelsterns broeden in moerassen met veel vegetatie of dichtbegroeide meren of plassen. In mei of juni worden 3 geelbruine eieren gelegd in een van dode waterplanten gemaakt nest dat op een via land onbereikbare plaats ligt. Beide ouders broeden, de eieren komen na 18-22 dagen uit. Ook de broedzorg wordt samen waargenomen. Hybridisatie met zwarte stern is mogelijk.

## Voedsel
Het voedsel van de witvleugelstern bestaat hoofdzakelijk uit waterinsecten en insecten die vliegend boven het water worden gevangen. Ook worden kleine vissen gegeten.

## Verspreiding en leefgebied
Deze vogel broedt van Oost-Europa tot oostelijk Siberië en noordoostelijk China. Het zijn trekvogels die in augustus of september vertrekken naar Afrika en in mei of juni weer terugkeren naar hun broedgebied. In Nederland is de vogel een tamelijk zeldzame voor- en najaarsgast.

## Voorkomen in Nederland
De witvleugelstern is een schaarse doortrekker die jaarlijks in klein aantal wordt gezien. Soms is er een kleine invasie onder andere in 1997 en in het voorjaar van 2007. In 2007 werden in heel Nederland groepen witvleugelsterns waargenomen. Deze invasie had ook tot gevolg dat er twee paar broedende vogels (de eerste zekere broedgevallen van deze soort) werden vastgesteld.